# Торскен
Торскен (норв. Torsken) — бывшая коммуна в губернии Тромс в Норвегии. 1 января 2020 года была объединена с Ленвиком, Бергом и Транёем в коммуну Сенья.
Административный центр — город Грюллефьорд. Официальный язык — букмол. Население коммуны на 2007 год составляло 937 чел. Площадь — 243,29 км², код-идентификатор — 1928.
На территории Торскена расположена часть национального парка Ондердален.

## История населения коммуны

Население коммуны за последние 60 лет

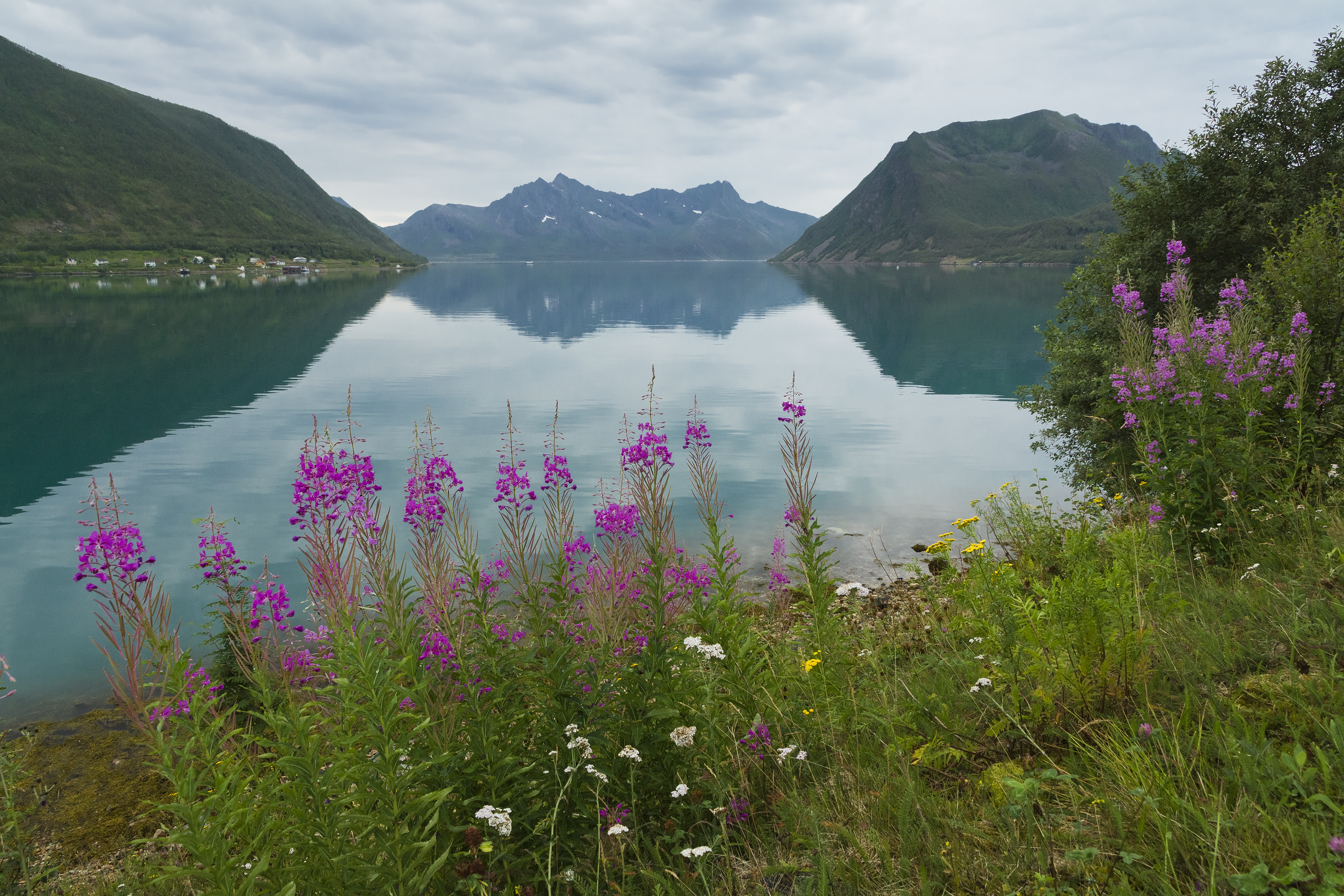
Вид на фьорд Сифьорден из посёлка Сифьорд. Через фьорд слева виден посёлок Финнес.